# Улица Ферина (Уфа)

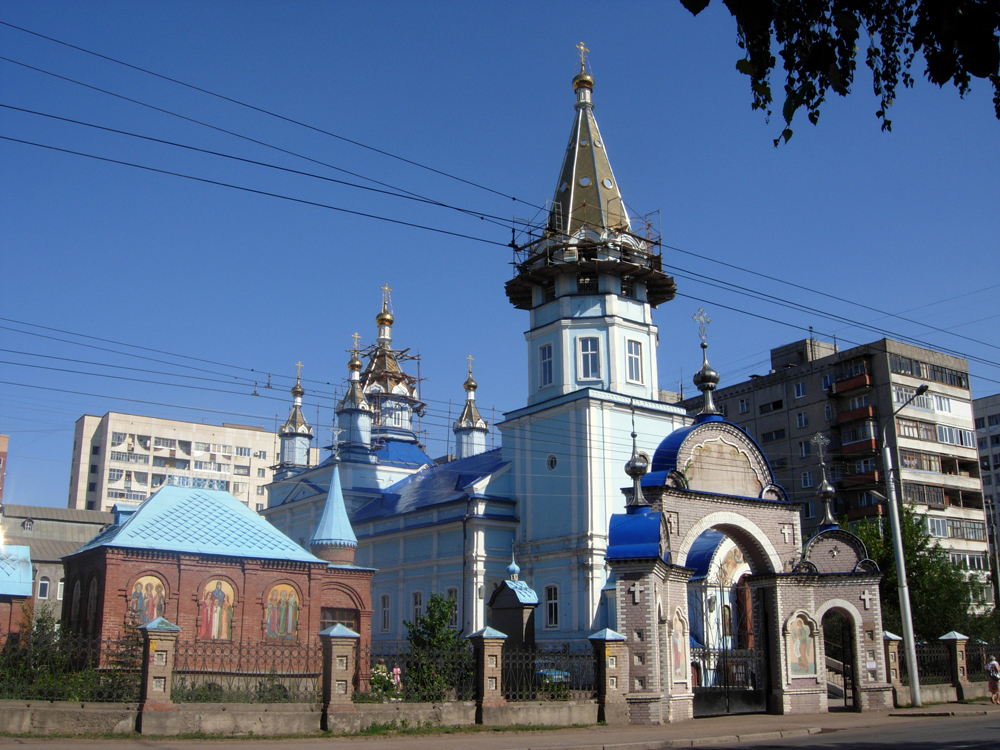
Богородско-Уфимский храм

Улица Фе́рина — улица в Калининском районе Уфы, в жилом районе Инорс. Прежнее название — Тульская улица.
Улица названа в честь Михаила Алексеевича Ферина, Героя Социалистического Труда, в 1947—1977 гг. — директора Уфимского моторостроительного завода.
Пересекает бульвар Баландина, Сельскую Богородскую улицу.
На ул. Ферина находятся Богородско-Уфимский храм, в д. 20 — почта, отделение № 43, в д. 20/1 детская поликлиника № 4, филиал № 1.
Почтовые индексы — 450039, 450043, код ОКАТО — 80401370000.